# Ryō Noda
Ryō Noda (jap. 野田 燎 Noda Ryo; ur. 1948 w Amagasaki) – japoński kompozytor i muzyk. Autor licznych utworów klasycznych na saksofonie. Twórca Musico–Kinetic Therapy, metody wykorzystywanej w neurorehabilitacji. Jego twórczość przyniosła mu prestiżowe nagrody, w tym Nagrodę Kompozytorską SACEM.

## Dyskografia
- Improvisation I, II, & III (na podstawie techniki gry na shakuhachi)
- Mai, Paris 1975 solo saksofonowe
- Phoenix
- Gen
- Requiem (Shin Én) solo saksofonowe
- Murasaki No Fuchi duet saksofonowy (AA or ST)